# Ci (llengua gbe)
El gbe, ci és una llengua gbe que parlen els gbe, cis de Benín. Es parla sobretot al municipi de Lalo, al departament de Kouffo. Segons l'ethnologue, el 2002 hi havia 25.000 parlants de gbe, ci i segons el joshuaproject n'hi ha 40.000. Els cis són els membres del grup humà que parlen la llengua ci. El seu codi ISO 639-3 és cib i el seu codi al glottolog és cigb1235.

## Família lingüística
El gbe, ci és una llengua kwa, família lingüística que forma part de les llengües Benué-Congo. Concretament, segons l'ethnologue, forma part del grup lingüístic de les llengües gbes. Segons l'ethnologue, hi ha 21 llengües gbe: l'Aguna, l'ewe, el gbe, ci, el gbe, xwla oriental, el gbe, gbesi, el gbe, kotafon, el gbe, saxwe, el gbe, waci, el gbe, xwela occidental, el gbe, xwela, el kpessi, sis llengües aja (aja, gbe, ayizo, gbe, defi, gbe, tofin, gbe, weme i gun), dues llengües fons (fon i gbe, maxi) i la llengua gen, considerada l'única llengua mina. Segons el glottolog, és una de les llengües gbes orientals juntament amb el gbe, ayizo; el gbe, defi; el gbe, xwla oriental; el fon; el gbe, gbesi; el gun; el gbe, kotafon; el gbe, maxi; el gbe, saxwe; el gbe, tofin; el gbe, weme; el gbe, xwla occidental; el wudu i el gbe, xwela.

## Dialectes i semblances amb altres llengües
No es coneix cap dialecte del gbe, ci. Segons l'ethnologue, la majoria dels gbe, cis consideren que parlen la llengua fon, amb la que el 80% del lèxic és similar. És similar al gbe, ayizo en un 77% i un 59% amb l'aja.

## Sociolingüística, estatus i ús de la llengua
El gbe, ci és una llengua vigorosa (EGIDS 6a): Tot i que no està estandarditzada, gaudeix d'un ús vigorós per part de persones de totes les generacions i té uns situació sostenible. La llengua es parla en tots els àmbits socials i els seus parlants també parlen fon i francès. El percentatge dels alfabetitzats en gbe, ci és menor de l'1%.